# Haderslevkredsen
Haderslevkredsen er fra 2007 en opstillingskreds i Sydjyllands Storkreds. I 1971-2006 var kredsen en opstillingskreds i Sønderjyllands Amtskreds. I 1920-1970 var kredsen en opstillingskreds i den sønderjyske storkreds, der officielt hed Haderslev med flere amters amtskreds.

## Valgsteder
Den 8. februar 2005 var der 30.691 stemmeberettigede vælgere i kredsen.
Kredsen rummede i 2005 flg. kommuner og valgsteder::
1. Christiansfeld Kommune
  1. Aller
  2. Christiansfeld
  3. Fjelstrup
  4. Hejls
  5. Stepping
  6. Taps
  7. Vejstrup
2. Haderslev Kommune
  1. Aarø
  2. Favrdalskolen
  3. Halk
  4. Harmonien/Rådhuset
  5. Hertug Hans
  6. Hiort Lorenzen Centret
  7. Hoptrup
  8. Humletoften
  9. Klubhuset, Aastrup
  10. Marstrup
  11. Moltrup
  12. Næs-Hallen
  13. Sct. Severin
  14. Starup
  15. Vilstrup
  16. Vonsbæk
  17. Øsby-Hallen

## Folketingskandidater november 2016-2018

### Valgkredsens kandidater for de pr. november 2018 opstillingsberettigede partier
| Liste | Parti                       | Kandidat | Bemærk                                                            |
| ----- | --------------------------- | --- | ----------------------------------------------------------------- |
| A     | Socialdemokratiet           | Jesper Petersen |                                                                   |
| B     | Radikale Venstre            | |                                                                   |
| C     | Det Konservative Folkeparti | Tine Roos Nørgaard |                                                                   |
| D     | Nye Borgerlige              | Anton Kudsk |                                                                   |
| F     | Socialistisk Folkeparti     | |                                                                   |
| I     | Liberal Alliance            | |                                                                   |
| O     | Dansk Folkeparti            | Torbjørn Fristed |                                                                   |
| V     | Venstre                     | Hans Chr. Schmidt |                                                                   |
| Ø     | Enhedslisten                | Mathias D. Christiansen |                                                                   |
| Å     | Alternativet                | Karin Rohr Genz, Søren Haastrup, Rune Ranaivo Bjerremand, Edvard Korsbæk, Tina Brixen, Ditte Madvig Evald, Jens-Peter Mantorp Broberg, Bjarne Aasø, Stefan Struck Kronborg, Mette Bram | Er opstillet i samtlige opstillingskredse i Sydjyllands Storkreds |